# Metartjärnen (Stensele socken, Lappland)
Metartjärnen är en sjö i Storumans kommun i Lappland och ingår i Umeälvens huvudavrinningsområde. Sjön har en area på 0,0827 kvadratkilometer och ligger 397,4 meter över havet. Sjön avvattnas av vattendraget Kvarnbäcken.

## Delavrinningsområde
Metartjärnen ingår i det delavrinningsområde (722571-156542) som SMHI kallar för Inloppet i Rackosjön. Medelhöjden är 409 meter över havet och ytan är 21,05 kvadratkilometer. Det finns inga avrinningsområden uppströms utan avrinningsområdet är högsta punkten. Kvarnbäcken som avvattnar avrinningsområdet har biflödesordning 2, vilket innebär att vattnet flödar genom totalt 2 vattendrag innan det når havet efter 251 kilometer. Avrinningsområdet består mestadels av skog (86 procent). Avrinningsområdet har 1,91 kvadratkilometer vattenytor vilket ger det en sjöprocent på 9 procent.